# Rio Crixás-Mirim
O rio Crixás-Mirim é um curso de água que corre no noroeste do estado de Goiás, no Brasil.
Sua bacia hidrográfica ocupa uma área de 1.246 km2, com um perímetro de 175 km de perímetro e padrão dendrítico-retangular. Desagua no rio Araguaia, ainda em território goiano.